# Abgasreinigung
Als Abgasreinigung wird das Entfernen von Luftverunreinigungen aus Abgasen bezeichnet. Zum Entfernen von festen Bestandteilen im Abgas werden die Verfahren der Entstaubung angewandt. Für gasförmige und flüssige bzw. tropfenförmige Stoffe können je nach den chemischen und physikalischen Eigenschaften der Stoffe im Wesentlichen die nachfolgend beschriebenen Verfahren eingesetzt werden.

## Abgasreinigung und Abluftreinigung
Unter Abgas- oder Abluftreinigung versteht man die Entfernung schädlicher Komponenten aus der Gasphase. Die Begriffe Abgas und Abluft werden dabei uneinheitlich verwendet. Während in der TA Luft zum Beispiel dann von Abluft die Rede ist, wenn es um das Thema Tierhaltung geht, so wird in der Standardisierung häufig auf Gaszusammensetzung und -herkunft verwiesen: Mit Schadstoffen belastete Gase, die aus Räumen stammen, wo sich Menschen dauerhaft aufhalten können, werden als Abluft bezeichnet. Die Konzentration an Stickstoff und Sauerstoff muss dabei ähnlich der der Luft sein. Ansonsten handelt es sich um ein Abgas.

## Abgasreinigungsverfahren

### Absorption
Als Absorptionsmittel wird aus mehreren Gründen Wasser bevorzugt. Es ist in der Regel preisgünstig und in vielen Einsatzgebieten flächendeckend verfügbar. Reicht die Absorptionsfähigkeit von Wasser nicht aus, muss die Absorption durch chemische Umsetzung mit Zusätzen (Chemisorption) ergänzt werden. Insbesondere wasserlösliche Verunreinigungen werden aus dem Gas sehr gut herausgelöst. Die gelösten Stoffe dissoziieren dabei vollständig oder teilweise in Ionen. Durch die Absorption von Substanzen aus dem Gas kann die Waschflüssigkeit verunreinigt werden. Oft sind die aufgenommenen Stoffe saure oder basische Chemikalien, wie z. B. Chlorwasserstoff, Stickoxide oder Ammoniak. Durch eine geregelte Zufuhr von Chemikalien lässt sich das Absorptionsmittel auf einem gewünschten pH-Wert halten. Andere Absorptionsmittel sind Öle (Ölwäsche) für organische Substanzen.
Absorber können unter anderem als Sprühwäscher, Wirbelwäscher, Strahlwäscher oder Venturiwäscher aufgebaut sein und erreichen hohe Absorptionsgrade. Nachteile der Absorptionsverfahren sind die entstehenden Abwässer oder Deponierprobleme. Darüber hinaus können bei der Absorption Aerosole entstehen, die, damit sie nicht in die nachfolgenden Reinigungsstufen verschleppt oder gar aus dem Abgasreinigungssystem ausgetragen werden, mittels Aerosolabscheider abgetrennt werden müssen.
Eine Sonderstellung nimmt die Rauchgasentschwefelung ein. Die unter dieser Bezeichnung eingesetzten Verfahren werden zur Entfernung von Schwefeldioxid aus Abgasen eingesetzt. Dadurch kann REA-Gips entstehen, der in der Bauindustrie Verwendung finden kann.

### Adsorption
Adsorptionsverfahren werden sowohl bei der Reinigung industrieller Abgase als auch in der Haustechnik, beispielsweise in Dunstabzugshauben, angewendet. Durch Anlagerung an die innere Oberfläche poröser Adsorbentien werden Luftschadstoffe, insbesondere Kohlenwasserstoffe, aus dem zu reinigenden Abgas entfernt. Man kann Festbett-, Wanderbett-, Rotor-, Wirbelbett- und Flugstrom-Adsorber unterscheiden. In mehrstufigen Abgasreinigungsanlagen werden Adsorber als finale Reinigungsstufe, als sogenannte Polizeifilter, eingesetzt.
Als problematisch können sich große Konzentrationsschwankungen der Luftschadstoffe erweisen, wenn aufgrund niedriger Eingangskonzentration im bereits beladenen Adsorbens eine Desorption stattfindet und Luftschadstoffe in unerwünschter Konzentration den Adsorber verlassen (Durchbruch). Sind solche Fälle zu erwarten, so ist der Adsorber größer zu dimensionieren oder das Adsorbens ist häufiger auszutauschen. Gebrauchte Adsorbentien sind zu regenerieren oder zu entsorgen. Für bestimmte Trennaufgaben können Adsorbentien imprägniert werden. Das Imprägniermittel dient dabei entweder als Reaktionspartner (Chemisorption) oder als Katalysator für die heterogene Katalyse.

### Katalytische Verfahren
Die katalytische Abgasreinigung kommt in jedem modernen PKW, sowohl mit Ottomotor oder Dieselmotor und auch in industriellen Großanlagen zum Einsatz. Der Vorteil ist der vergleichsweise geringe Energieaufwand, der für die chemische Reaktion der Abgasreinigung notwendig ist. Nachteilig sind die z. T. höheren Investitions- und Wartungskosten der Katalysatoren (verglichen mit anderen Verfahren) und die Empfindlichkeit der Katalysatoren gegenüber Verunreinigungen und sogenannten Katalysatorgiften. Darum kann unter Umständen eine Vorabscheidung von Partikeln notwendig sein.
Als Beispiel für die katalytische Abgasreinigung sei der Dreiwegekatalysator in PKWs mit Ottomotor erwähnt. Er besteht aus einem keramischen Grundkörper, der mit Edelmetallen wie zum Beispiel Platin, Rhodium u. a. beschichtet ist. An der Oberfläche laufen die chemischen Reaktionen der Abgasreinigung stark beschleunigt und in der Regel ohne Energiezufuhr ab. Das im Abgas enthaltene Kohlenmonoxid (CO) wird zu Kohlendioxid (CO2) oxidiert, die Stickoxide (NOx) werden zu Stickstoff (N2) reduziert, jedoch erst wenn der Katalysator eine gewisse Temperatur erreicht hat.
Ein anderes Beispiel ist der Einsatz von Aktivkohle in großtechnischen Abgasreinigungsanlagen zum Beispiel zur Abscheidung von Dioxinen und Furanen, Schwermetallen, Stäuben und Halogenen nach Müllverbrennungsanlagen oder zur Entschwefelung und Entstickung nach Sinterbändern. Je nach Anlagengröße und Einsatzgebiet kann die beladene Aktivkohle regeneriert werden oder wird in Kohlekraftwerken verfeuert. Eine Methode ist das CSCR Verfahren.

### Kondensation
Die Abgasreinigung durch Kondensation wird insbesondere zur Abscheidung und Wiedergewinnung von Lösungsmitteln eingesetzt. Das Einsatzspektrum reicht dabei vom Labormaßstab mit einer Kühlfalle bis hin zu industriellen Großanlagen.
Je nach Betriebstemperatur wird zwischen verschiedenen Arten der Kondensation unterschieden. Die Betriebstemperaturen reichen von der Lösemittelkondensation mit Temperaturen um 25 °C bis zur Kryogenkondensation mit Temperaturen von bis zu −120 °C. Die Kühlung kann direkt oder indirekt erfolgen, wobei die indirekte Kühlung über Wärmeübertrager bevorzugt wird, da eine anschließende Phasentrennung entfällt.

### Nichtkatalytisch-chemische Verfahren
Zu den nichtkatalytisch-chemischen Verfahren zählen solche Verfahren, bei denen schädliche Abgasbestandteile durch chemische Reaktionen mit speziell zugegebenen Chemikalien dazu führen, dass die Schadstoffe in eine weniger schädliche Form überführt werden. Ein in der Industrie häufig eingesetztes Verfahren ist das sogenannte SNCR-Verfahren (selective non-catalytic reduction). Bei dieser Form der Entstickung von Abgasen werden alle Stickoxide (NOx) durch Ammoniak (NH3) zu elementarem Stickstoff (N2) reduziert. Das Ammoniak wird dazu direkt in die Abgasleitung bei einer Temperatur von 900 bis 1000 °C eingedüst. Die eingesetzte Menge an Ammoniak ist allerdings genau auf die Menge an Stickoxiden abzustimmen da sich ansonsten Ammoniakreste im Abgas befinden können, die ebenfalls entfernt werden müssten.

### Staubminderungsverfahren
Zur Entfernung von Partikeln (Entstaubung) aus einem Abgas stehen unterschiedlichste Verfahren zur Verfügung, die in Abhängigkeit von der Abgaszusammensetzung und der Reinigungsaufgabe eingesetzt werden. Massenkraftabscheider, wie Schwerkraft- oder Fliehkraftabscheider, zeichnen sich durch geringe Investitions- und Betriebskosten sowie große Zuverlässigkeit aus. Da die für die Abscheidung wirksamen Kräfte proportional zur Partikelmasse sind, werden Massenkraftabscheider bevorzugt zur Grobentstaubung eingesetzt. Als Weiterentwicklung der Massenkraftabscheider können Gaswäscher verstanden werden, indem die resultierende Partikelmasse durch Anlagerung an Wassertröpfchen deutlich erhöht wird. Gaswäscher sind in der Lage, in einem Verfahrensschritt staub- und gasförmige Schadstoffe aus einem Abgas zu entfernen. Ein weiterer Vorteil ist, dass sie in explosionsfähiger Atmosphäre eingesetzt werden können. Nachteilig können die Entstehung von Schlämmen und eine Aerosolbildung durch die Waschflüssigkeit sein.
Filternde Abscheider werden in Oberflächenfilter und Tiefenfilter unterschieden. Es können aber auch weitere Unterscheidungsmerkmale wie Art des Filtermediums und Konfektionierungsmerkmale herangezogen werden. Bei Oberflächenfiltern, auch Abreinigungsfilter genannt, entsteht während des Filtrationsvorgangs ein Filterkuchen, der einen wesentlich Anteil an der Reinigungsleistung des Filters hat und der in wiederkehrenden Abständen abgereinigt werden muss. Tiefenfilter (Speicherfilter) ohne gewünschte Kuchenbildung werden im Gegensatz zu Oberflächenfiltern zur Abscheidung von partikelförmigen Verunreinigungen der Zu-, Ab- und Umluft von Lüftungs- und Klimaanlagen sowie zur Reinigung von Prozessluft eingesetzt.
In Elektrofiltern werden Gasionen erzeugt, die eine elektrische Aufladung der abzuscheidenden Partikel bewirken. Die aufgeladenen Partikel werden an einer sogenannten Niederschlagselektrode abgeschieden. Die Niederschlagselektrode muss in regelmäßigen Abständen gereinigt und der Staub ausgetragen werden. Aufgrund der Unabhängigkeit von Partikelmasse und -durchmesser weisen sie kein charakteristisches Abscheideminimum auf.
Im Allgemeinen lassen sich höhere Abscheidegrade mit Oberflächenfiltern und Elektrofiltern erzielen. Geringere Abscheidegrade werden mit Gaswäschern und Massenkraftabscheidern erreicht.

### Nichtthermisches Plasma
Nichtthermisches Plasma (NTP) wird zur Geruchseliminierung und zum Abbau organischer Kohlenwasserstoffe in der Abluft verwendet. Die Abluftreinigung mit dem NTP-Verfahren erfolgt durch Anregung in einem elektrischen Feld zwischen Elektroden und dielektrischer Barriere. NTP-Verfahren werden sowohl als Direktverfahren als auch als Injektionsverfahren eingesetzt. Bei den Direktverfahren durchläuft das Abgas das elektrische Feld und es erfolgt eine direkte Anregung der Schadstoffmoleküle, um deren Reaktionsfreudigkeit zu erhöhen. Beim Injektionsverfahren wird ein angeregter Luftstrom, der das elektrische Feld durchlaufen hat,  in den Abgasstrom eingeleitet. Im Idealfall werden die Schadstoffmoleküle zu Wasser und Kohlenstoffdioxid umgesetzt.
Zu beachten ist, dass durch die elektrische Anregung Sekundäremissionen, wie z. B. Ozon und Stickstoffoxide, entstehen können. NTP-Anlagen werden häufig in Kombination mit einer weiteren Verfahrensstufe (z. B. Adsorption, Absorption, Katalysator) ausgeführt.

### Nachverbrennung
Die Nachverbrennung von Abgasen hat den Hauptzweck, deren Gehalt an Kohlenwasserstoffen zu mindern. Dazu wird das Abgas so weit erhitzt, dass Kohlenwasserstoffe im Idealfall zu Kohlenstoffdioxid und Wasser oxidiert werden. Bei den Nachverbrennungseinrichtungen wird zwischen Anlagen zur
- thermischen Nachverbrennung,
- katalytischen Nachverbrennung und
- regenerativen Nachverbrennung

unterschieden. Die aufgeführten Verfahren unterscheiden sich unter anderem in der Prozessführung (kontinuierlicher bzw. diskontinuierlicher Betrieb) und den erreichten Temperaturen. In der Regel ist ein Einsatz von Zusatzbrennstoffen notwendig. Sofern die Konzentration an Kohlenwasserstoffen im Abgas groß genug ist, kann auf Zusatzbrennstoffe verzichtet werden.
Bei der katalytischen wie auch der regenerativen Nachverbrennung ist wegen niedrigerer Prozesstemperaturen und der Art der Prozessführung der Bedarf an Zusatzbrennstoff geringer, jedoch weisen beide Verfahren einen höheren Platzbedarf auf und sind anfälliger gegenüber partikelförmigen Verunreinigungen. Beim Katalysatorbetrieb können zudem als Katalysatorgift wirksame Stoffe im Abgas auftreten.

## Biologische Abgasreinigung
Bei der biologischen Abgasreinigung (biological waste gas purification) werden organische Abgaskomponenten von Mikroorganismen verstoffwechselt und als Energieträger oder zum Aufbau von Zellsubstanz verwendet. In der Regel handelt es sich um aerobe Bakterien, wie z. B. Pseudomonas, Streptomyces oder Xanthobacter, die im Idealfall die Abgasinhaltsstoffe zu Kohlenstoffdioxid und Wasser umwandeln. Aber auch Pilze wie Aspergillus oder Penicillium gehören zu den Mikroorganismen, die bei der biologischen Abgasreinigung vorkommen.
Allen biologischen Verfahren ist gemein, dass der abzuscheidende Abgasinhaltsstoff zuerst in Lösung gebracht werden muss, um im Anschluss mikrobiologisch abgebaut zu werden. Für die Anwendung dieser Abgasreinigungsverfahren müssen demnach zwei Voraussetzungen erfüllt sein:
1. Der Abgasinhaltsstoff muss wasserlöslich sein (die Anwesenheit von Wasser ist für die biologische Abgasreinigung zwingend notwendig).
2. Der Abgasinhaltsstoff muss mikrobiologisch abbaubar sein.[33]

Die Mikroorganismen sind je nach Verfahren auf einer Oberfläche fixiert oder in einer Lösung suspendiert. Während ihr Kohlenstoffbedarf – eventuell auch der Bedarf an Schwefel und Stickstoff – durch die Abgasinhaltsstoffe gedeckt wird, müssen andere Substanzen, wie z. B. Phosphor und Spurenelemente, den Mikroorganismen auf andere Art und Weise zugeführt werden. Biologische Verfahren werden dann eingesetzt, wenn
- der Abgasinhaltsstoff nicht zurückgewonnen werden soll,
- keine großen Änderungen der Abgaszusammensetzung zu erwarten sind,
- die Abgastemperaturen sich in Bereichen bewegen, die für die Mikroorganismen verträglich sind, und
- keine für die Mikroorganismen toxisch wirkenden Abgaskomponenten zu erwarten sind.

### Verfahren der biologischen Abgasreinigung
Folgende Verfahren der biologischen Abgasreinigung werden in der Industrie eingesetzt:
BiofilterDie ersten Biofilter wurden bereits Mitte des letzten Jahrhunderts patentiert und angewendet. Dabei wird ein organisches Trägermaterial wie z. B. Rindenmulch oder Hackschnitzel in ein Filterbett mit ca. 1–3 m Schütthöhe gefüllt. Die Abluft durchströmt das Filterbett von unten nach oben, wobei die Schadstoffe biologisch abgebaut werden. Die Biofilter können ebenerdig gebaut oder in Modulbauweise übereinander gestapelt werden. Durch den relativen einfachen konstruktiven Aufbau stellt der Biofilter ein sehr günstiges Abluftreinigungsverfahren dar, das jedoch nur für Anwendungen in kontinuierlicher Betriebsweise mit geringer Lösemittel- oder Geruchsbeladung geeignet ist.
BiowäscherDer Biowäscher ist ein Absorber mit in der Waschflüssigkeit suspendierten Mikroorganismen. Die Schadstoffe werden physikalisch aus dem Abgas ausgewaschen und danach in der wässrigen Phase biologisch abgebaut. Der wesentliche Abbau der Schadstoffe erfolgt im Absorbersumpf oder in einem externen Regenerierreaktor. Der Absorbersumpf reicht aus, wenn die Schadstoffe in niedriger Konzentration vorliegen und leicht abbaubar sind. Sind die absorbierten Luftschadstoffe hingegen schwer abbaubar, so bedingt die notwendige längere Verweilzeit dieser Stoffe in der wässrigen Phase einen Regenerierreaktor. Das durch den biologischen Abbau regenerierte Wäscherwasser kann zu einem Großteil im Kreislauf gefahren werden. Die zum biologischen Abbau notwendigen Nährstoffe müssen der Waschflüssigkeit zugegeben werden. Biowäscher können Lösemittelkonzentrationen im Abgas bis ungefähr 1000 mg/m³ behandeln.
BiorieselbettreaktorDer Biorieselbettreaktor unterscheidet sich vom Biowäscher dadurch, dass die Mikroorganismen, welche die Schadstoffe abbauen, auf Einbauten fixiert sind. Die Abgrenzung zum Biofilter liegt darin, dass die von den Mikroorganismen besiedelten Einbauten diesen nicht als Nährsubstrat dienen und die Wasserführung im Reaktor zur Eindämmung und Vergleichmäßigung des Biofilms dient und nicht zur Verhinderung der Austrocknung. Die beladene Abluft durchströmt das inerte Trägermaterial bezogen auf die Fließrichtung der Berieselungsflüssigkeit im Kreuz, Gegen- oder Gleichstrom. Die in ihr enthaltenen Schadstoffe werden von der Berieselungsflüssigkeit absorbiert und dienen den Mikroorganismen als Nährstoff. Zusätzlich notwendige Nährstoffe werden über die Berieselungsflüssigkeit zugeführt. Der Biorieselbettreaktor eignet sich sowohl zur Reinigung lösemittel- als auch geruchsbeladener Abluft mit Konzentrationen bis zu 1,5 g/m3.

## Standardisierung
Beschreibungen und Standards zu den vorgenannten Verfahren sind in dem von der Kommission Reinhaltung der Luft herausgegebenen VDI/DIN-Handbuch Reinhaltung der Luft enthalten.